# Uaxactun Airport
Uaxactun Airport är en flygplats i Guatemala.   Den ligger i departementet Petén, i den norra delen av landet, 300 km norr om huvudstaden Guatemala City. Uaxactun Airport ligger 168 meter över havet.
Terrängen runt Uaxactun Airport är huvudsakligen platt, men norrut är den kuperad. Runt Uaxactun Airport är det glesbefolkat, med 8 invånare per kvadratkilometer. Närmaste större samhälle är Tikal, 18,8 km söder om Uaxactun Airport. I omgivningarna runt Uaxactun Airport växer i huvudsak städsegrön lövskog.